# Midden-Azië

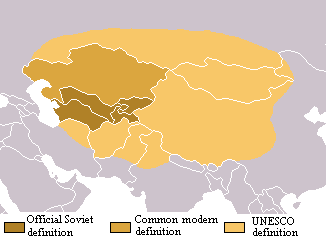
Definities van Centraal-Azië: Het donkerste gebied (Official Soviet definition) geeft de Sovjet-definitie aan

Centraal-Azië onder Russisch bestuur omstreeks 1900

Midden-Azië (Russisch: Средняя Азия, Srednaja Azieja) is de naam waarmee in Rusland een gebied in Centraal-Azië wordt aangeduid dat onder Russisch bestuur heeft gestaan.
In het Russische Rijk stond dit gebied bekend als Toerkestan en werd het gebruikt voor het generaal-gouvernement Toerkestan. De naam Toerkestan geldt als verouderd en wordt het aangeduid als Midden-Azië.
Het gebied wordt op drie manieren bezien:
1. Fysisch-geografisch: dat deel van Centraal-Azië dat tot het Russische Rijk en de Sovjet-Unie behoorde. Dit omvatte het Oestjoertplateau, het Laagland van Toeran, Toergajplateau, de Kazachse Rug (Sary-Arka) en gedeeltes van de Kopet-Dag, Pamir, Tiensjan, Dzjoengaarse Poort, Saoer en Tarbagataj;
2. Politiek: de staten Oezbekistan, Kirgizië, Turkmenistan en Tadzjikistan (soms ook Kazachstan);
3. In de Sovjet-Unie: een economische regio die de Oezbeekse, Kirgizische, Turkmeense en Tadzjiekse SSR omvatte. De Kazachse SSR vormde een zelfstandige economische regio wat tot uiting kwam in de zinsuitdrukking "Midden-Azië en Kazachstan".

## Geografie
De natuur van Midden-Azië hangt in de eerste plaats samen met het droge klimaat. Het grootste deel van het gebied is bedekt met woestijnen (zoals de Karakum) en halfwoestijnen. In de berggebieden valt een groot deel van de neerslag. Vanuit de bergen stromen rivieren het laagland in en maken daar met lange kanalen als het Karakumkanaal het irrigeren van grote gebieden mogelijk, zoals de Ferganavallei en de Hongersteppe. Tegelijkertijd heeft het grootschalig aftappen van water voor irrigatie geleid tot het bijna volledig verdwijnen van het Aralmeer.
De belangrijkste rivieren in het gebied zijn de Amu Darja en de Syr Darja, die beide naar het Aralmeer stromen en de Ili, die naar het Balkasjmeer stroomt.

## Economie
De economie van het gebied is nog altijd grotendeels afhankelijk van de landbouw en delfstoffen. De belangrijkste landbouwsectoren zijn de meloenteelt, tuinbouw, katoenbouw en zijdecultuur. Verder worden er schapen, runderen, paarden en kamelen gefokt.
De belangrijkste delfstoffen zijn aardolie en aardgas. Daarnaast zijn er grote voorkomens van ijzer- en non-ferrometalen.

## Transport
De diverse landen in het gebied zijn door spoorlijnen met elkaar en met Rusland verbonden. De Amu Darja en Syr Darja zijn van belang voor de binnenvaart (alsook de Oeral en Irtysj in Kazachstan) en ook de Kaspische Zee wordt druk bevaren. In het zuiden en oosten van Midden-Azië bevinden zich als gevolg van belemmerende gebergten en het feit dat historisch gezien de verbindingen vanaf eind 19e eeuw altijd gericht zijn geweest op Rusland weinig verbindingen met buurlanden Iran, Afghanistan en de Volksrepubliek China. Verbindingen met Pakistan en India (en daarmee met de Indische Oceaan) ontbreken geheel.
In 1991 werd een spoorlijn gerealiseerd tussen Kazachstan en China door Ürümqi (Droezjba-spoorlijn). Voor de toekomst staat ook een spoorverbinding gepland tussen Kirgizië en China via Kashgar. In 1996 werd een spoorlijn gerealiseerd tussen Turkmenistan en Iran van Tejen via de tweelingstad Saraghs/Sarakhs naar Mashhad. Een probleem bij het spoorvervoer zijn de verschillende spoorbreedtes; in de voormalige Sovjet-Unie is de spoorbreedte 1524 mm, in China en Iran 1435 mm en in India en Pakistan 1676 mm.
Naast de uitbreiding van het spoornet wordt ook gewerkt aan de uitbreiding van het wegennet, zoals de wegverbinding tussen de Tadzjiekse hoofdstad Doesjanbe en de Oezbeekse hoofdstad Tasjkent.

## Demografie
In 2004 werd de bevolking van de vijf Centraal-Aziatische republieken geschat op 58,5 miljoen. De meeste hiervan vormen onderdeel van de Turkse volkeren, waarvan de Kazachen, Karakalpakken, Kirgiezen, Turkmenen en Oezbeken de grootste zijn. Daarnaast zijn er veel Oeigoeren heen gemigreerd en werden door Jozef Stalin in de jaren 1940 grote groepen Kazan-Tataren en Krim-Tataren naar het gebied verbannen. De Tadzjieken vormen onderdeel van de Iraanse volkeren (het Tadzjieks is verwant aan het Perzisch/Farsi). Door migratie wonen er ook veel Russen, met name in Noord-Kazachstan en in diverse steden. Door verbanning zijn er in de sovjetperiode tevens diverse andere grote bevolkingsgroepen naar het gebied gekomen, zoals Koreanen (Korjo-saram), Duitsers en Doenganen en vele andere volkeren (zie gedwongen volksverhuizingen in de Sovjet-Unie).
Het grootste deel van de bevolking hangt de islam aan.
Centraal-Azië (Midden-Azië) · Noord-Azië · Oost-Azië · Zuid-Azië · Zuidoost-Azië · Zuidwest-Azië

Oosten: Nabije Oosten · Midden-Oosten · Verre Oosten

Arabië · Golf · Indië · Indochina · Levant · Mashreq · Sinosfeer · Indosfeer · Turkestan